# 闹市口北街
39°54′41″N 116°21′25″E / 39.91129°N 116.35706°E
闹市口北街是位于北京市西城区中部的一条道路。

## 简介
闹市口北街北起太平桥大街，南到复兴门内大街。明朝，因为地处闹市口以北，故名“北闹市口”。1965年北京市整顿地名，改为“闹市口北街”。1999年左右该街改造前，烤肉宛长期设在该街南口路西。
1999年左右，闹市口北街进行了改造，拆除了路西存留的平房，路面拓宽，形成了北接太平桥大街，南接闹市口大街的大道。